# 남아프리카 공화국 백인
남아프리카 공화국 백인은 유럽계의 남아공 국민으로 컬러드 등의 혼혈이 아닌 자이다. 코카서스 인종이라도 인도계는 제외한다.
아파르트헤이트 시절까지 남아공의 정치 권력을 독점한 집단이다.

## 같이 보기
- 컬러드
- 아프리카너
- 남아프리카 공화국의 역사
- 인도계 남아프리카 공화국인
- 남아프리카 공화국의 인구